# Jardinópolis (São Paulo)
Jardinópolis est une municipalité brésilienne de l'État de São Paulo et la Microrégion de Ribeirão Preto.